# Ян Стахурський
Ян Стахурський (пол. Jan Stachurski) (пом. 1669) — генерал-майор коронної армії Речі Посполитої. Власник маєтку Кікол у Добжинській землі. Представник польського шляхетського роду Стахурських гербу Остоя.

## Біографія
З 1655 року служив у королівській піхотній гвардії, воював під командуванням Вільгельма Батлера проти шведської армії під час Шведського потопу. Швидко просувався по службі і вже в 1661 році став оберштером (полковником) власного піхотного полку. Серед іншого брав участь в облозі Варшави і Варшавській битві 28-30 липня 1656 року. Потім брав участь в українській кампанії під проводом Стефана Чарнецького коронного гетьмана Єжи Любомирського, де у 1660 році був поранений у битві під Кудновом.
У 1664 році воєвода Стефан Чарнецький розмістив полк Стахурського як гарнізон у фортеці у Білій Церкві. У той час укріплення фортеці значно розширювалися, і з літа того ж року Стахурський фактично обіймав посаду коменданта, якому підпорядковувалися ще кілька менших фортець (у тому числі Корсунь і Чигирин), що мали захищати польське прикордоння, під час правління гетьмана Петра Дорошенка на Лівобережжі.
За особливі заслуги та вірність Станіслав Яблоновський рекомендував його до присвоєння звання генерал-майора, що було затверджено королем Яном Казимиром у квітні 1665 року. Це було найвищим (не рахуючи гетьмана) звання керівника польських військ, дислокованих в Україні. Перебуваючи у 1666 році на посаді коменданта Білої Церкви, він сприяв захопленню козацького гетьмана Опари та обранню Петра Дорошенка новим гетьманом. За ці заслуги 13 вересня Ян Казімєж нагородив його за заслуги містом Ольшанка та Кам'яним Бродом. У 1665—1666 роках підтримував експедиції Петра Дорошенка на Задніпров'я. Ці дії призвели до сутичок з військами Московського царства Київського гарнізону. У 1668 році його звільнили з посади коменданта Білої Церкви.
Був курфюрстом Міхала Корибута Вишневецького з Добжинського воєводства в 1669 році.
Від першого шлюбу у нього залишилася донька Францішка Маріанна.